# Isla Alejandro I
La isla Alejandro I es la mayor isla de la Antártida, ubicada al sureste del mar de Bellingshausen y suroeste de la península Antártica (costas Rymill y English), de la que está separada por la bahía Margarita y el canal Sarmiento (denominado canal Jorge VI por Inglaterra), casi todo el año cubierto por hielo permanente por la barrera de hielo Sarmiento. Tiene forma de cucharón y unos 440 kilómetros entre sus extremos norte y sur, y unos 250 kilómetros de ancho. Su área de 43 250 km² la convierten en la mayor isla de la Antártida, la mayor de las islas de las Antillas del Sur y la 28ª isla del mundo.

## Geografía

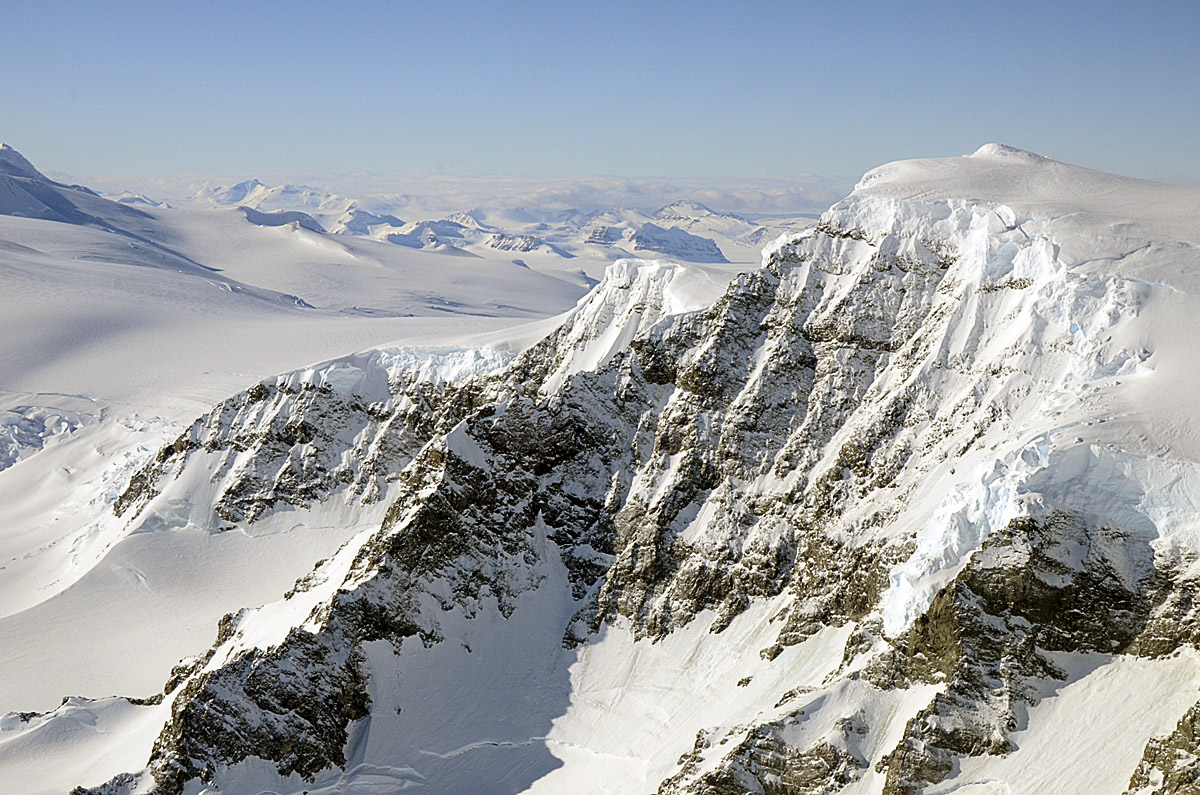
Montañas de la isla.

La zona es extremadamente abrupta, a lo largo del canal Sarmiento se extiende la cordillera Douglas, que alcanza los 2987 metros en el monte Stephenson. El extremo norte de la isla es el denominado cabo Arauco por Chile y cabo Ruso por Argentina (71°19′45″S 64°16′01″O / -71.32917, -64.26694), descubierto por Jean-Baptiste Charcot durante la Cuarta Expedición Antártica Francesa de 1908-1910. La mayor parte del litoral se encuentra bloqueado por barreras de hielo. Hacia el oeste está la bahía Wilkens, cubierta por la barrera de hielo Wilkins, que forma un puente de hielo con las islas Charcot, Rothschild y Latady. En el suroeste de la isla sobresale la península de Beethoven (denominada península Carvajal por Chile), que finaliza en el cabo Perce (extremo occidental de la isla), al sur de la cual hay una bahía bloqueada por la barrera de hielo Bach (o Flores). La entrada sur del canal Sarmiento es llamada bahía Ronne, que separa a Alejandro I de las islas Smyley y Spaatz.

### Ensenada Brahms
La ensenada Brahms (71°28′S 73°41′O) es una ensenada llena de hielo, de 46 km (25 millas náuticas) de largo y 11 km (6 millas náuticas) de ancho, que marca el lado norte de la península Beethoven en la isla Alejandro I entre la península Harris y la península Derocher, mientras que el promontorio Mazza Point se encuentra inmediatamente al noreste de la ensenada y el monte Grieg se encuentra inmediatamente al sureste de la base de la ensenada Brahms. Fue observada desde el aire y cartografiada por primera vez por la Expedición de Investigación Antártica Ronne (RARE), 1947-48, y cartografiada nuevamente a partir de las fotos aéreas de RARE por Derek J.H. Searle del Falkland Islands Dependencies Survey en 1960. Fue bautizada por el Comité de Topónimos Antárticos del Reino Unido en honor a Johannes Brahms, el compositor alemán.

### Península Harris
La península Harris (71°31′S 74°6′O) es una amplia península cubierta de nieve coronada por el monte Lee, entre la ensenada Verdi y la ensenada Brahms en el lado norte de la península Beethoven, ubicada en la parte suroeste de la isla. Es una de las ocho penínsulas de la isla. Fue fotografiada desde el aire por el RARE, 1947-48, y cartografiada a partir de estas fotografías por D. Searle del Falkland Islands Dependencies Survey, 1960. El Comité Asesor sobre Nombres Antárticos le dio el nombre en honor al comandante Michael J. Harris, de la Armada de los Estados Unidos, oficial al mando del escuadrón VXE-6, desde mayo de 1982 hasta mayo de 1983.

### Glaciar Lyadov
El glaciar Lyadov (71°32′00″S 73°45′00″O) es un glaciar que fluye de este a noreste desde la península Harris de la isla, hasta la ensenada Brahms. La Academia de Ciencias de la URSS le dio el nombre en 1987 en honor al compositor ruso Anatoly Lyadov (1855–1914).

## Geología

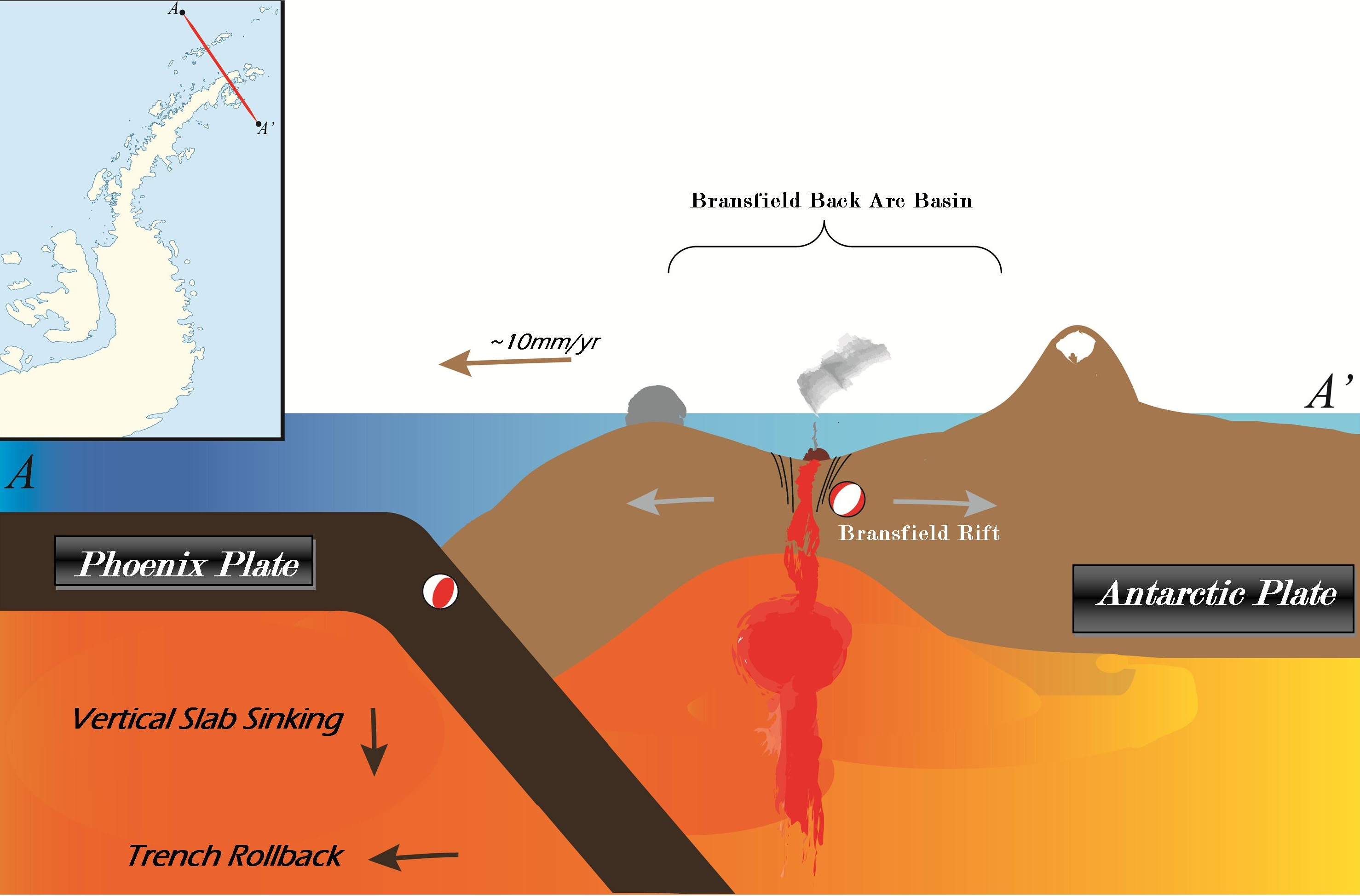
Movimiento tectónico de la Península Antártica

Según M.J. Hole, «la geología de la isla Alexander puede atribuirse principalmente a los procesos asociados a la subducción de la corteza oceánica protopacífica a lo largo del margen occidental de la Península Antártica, desde el último Triásico hasta el Terciario tardío». El complejo de prismas de acreción del Grupo LeMay, junto con las rocas plutónicas y volcánicas, predominan a lo largo de la parte occidental de la isla. El Grupo LeMay está formado por rocas sedimentarias e ígneas deformadas y metamorfoseadas. Aunque está dominado por rocas sedimentarias arcosas deformadas, incluye grauvacas turbidíticas, fangos negros y conglomerados. Las rocas sedimentarias del Grupo Fossil Bluff, del Jurásico Superior al Cretácico Inferior, de 4 kilómetros de espesor, afloran en una franja de 250 kilómetros de largo por 30 kilómetros de ancho a lo largo de la costa oriental. Este Grupo Fossil Bluff está formado por un conjunto basal marino profundo de 2.200 metros de espesor, superpuesto por un conjunto de lutitas de hasta 950 metros de espesor, seguido por un conjunto marino poco profundo de areniscas ascendentes. Los basaltos alcalinos entraron en erupción tras el cese de la subducción. Su edad varía desde las tefritas del monte Pinafore (5,5-7,6 Ma), pasando por las basanitas de la isla Rothschild (5,5 Ma) y Hornpipe Heights (2,5 Ma), hasta los basaltos alcalinos y de olivino de la península de Beethoven (<1-2,5 Ma).
La falla de la cordillera de LeMay tiene una tendencia N-S, paralela al estrecho de George VI, y la formación Fossil Bluff tiene una falla descendente al este de esta falla contra el grupo LeMay. Los diques de arena se encuentran contra esta zona de falla y en muchas otras partes de la Formación Fossil Bay. Los fósiles de la Formación Fossil Bluff incluyen ammonites, belemnites, bivalvos y serpúlidos.

## Historia

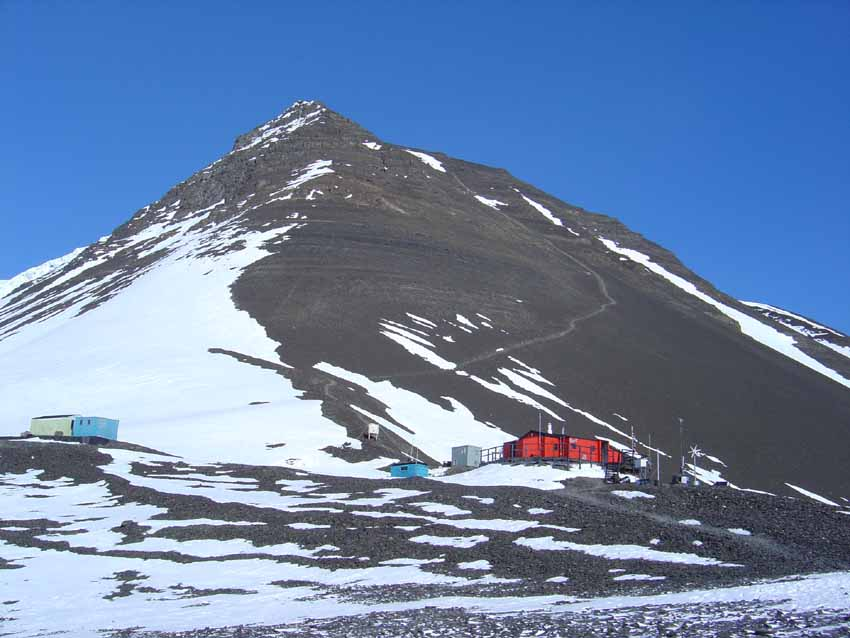
Base británica Fossil Bluff (diciembre de 2003).

Fue descubierta el 28 de enero de 1821 por la expedición rusa en los barcos Vostok y Mirnyy liderada por Fabian Gottlieb von Bellingshausen, quien formaba parte de una de las primeras expediciones científicas hacia la Antártida, pero se la creyó parte del continente, por lo que fue nombrada, en honor del zar Alejandro I de Rusia, Tierra de Alejandro I. La expedición de los Estados Unidos en trineo al mando de Finn Ronne, entre noviembre de 1940 y enero de 1941, probó que se trataba de una isla. En algunas cartas figuró como isla Margarita o isla Alejandro.
El 20 de febrero de 1961 fue instalada en la costa oriental, bloqueada por la barrera de hielo, la base británica de Fossil Bluff, la cual es desde 1975 usada como refugio estival y centro meteorológico.
A principios del siglo XXI, la isla Alejandro I alberga bases científicas, principalmente de Chile y Argentina, que realizan investigaciones sobre diversos aspectos del medio ambiente antártico, como la biología, la geología y el cambio climático. La isla sigue siendo un territorio de interés para la investigación y, aunque está bajo un régimen de no reclamación territorial, sigue siendo un lugar clave para la investigación científica internacional.

## Reclamaciones territoriales

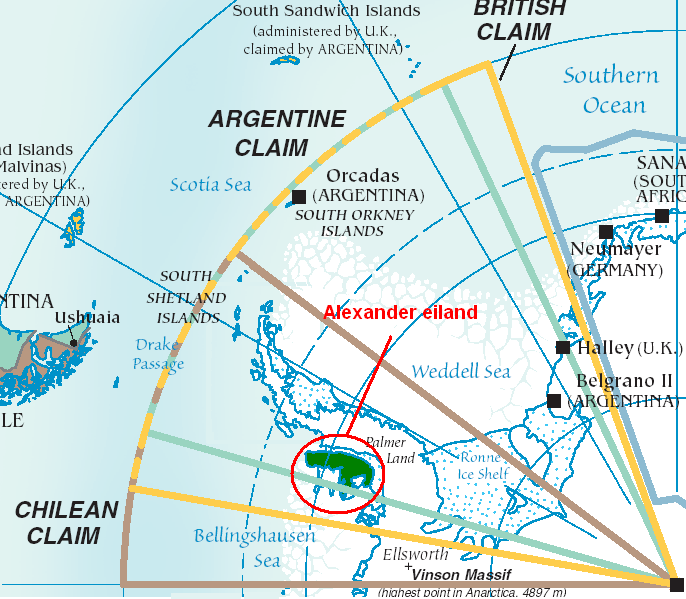
Reclamaciones en la Antártida: la isla Alejandro I es reclamada por Argentina, Chile y el Reino Unido.

Durante el siglo XX, especialmente tras el final de la Segunda Guerra Mundial, se produjo una intensificación de las reclamaciones territoriales en la Antártida. Varios países comenzaron a interesarse por la región debido a su valor estratégico y científico. La isla Alejandro I fue objeto de reclamaciones por parte de Argentina, Chile y el Reino Unido.
Argentina incluye a la mayor parte de la isla (excepto la parte de la península Beethoven, al oeste del meridiano 74° O) en el departamento Antártida Argentina dentro de la provincia de Tierra del Fuego, Antártida e Islas del Atlántico Sur. Para Chile forma parte de la comuna Antártica de la provincia Antártica Chilena dentro de la región de Magallanes y de la Antártica Chilena. Para el Reino Unido integra el Territorio Antártico Británico. Las tres reclamaciones están sujetas a las disposiciones del Tratado Antártico.
El Tratado Antártico de 1959, que entró en vigor en 1961, suspende las reclamaciones de soberanía sobre cualquier parte del continente antártico, incluida la isla Alejandro I. Esto establece la Antártida como una zona internacional destinada a la investigación científica y prohíbe actividades militares. Bajo este tratado, la isla es administrada para fines científicos y no se reconoce ninguna reclamación territorial exclusiva.
Nomenclatura de los países reclamantes:

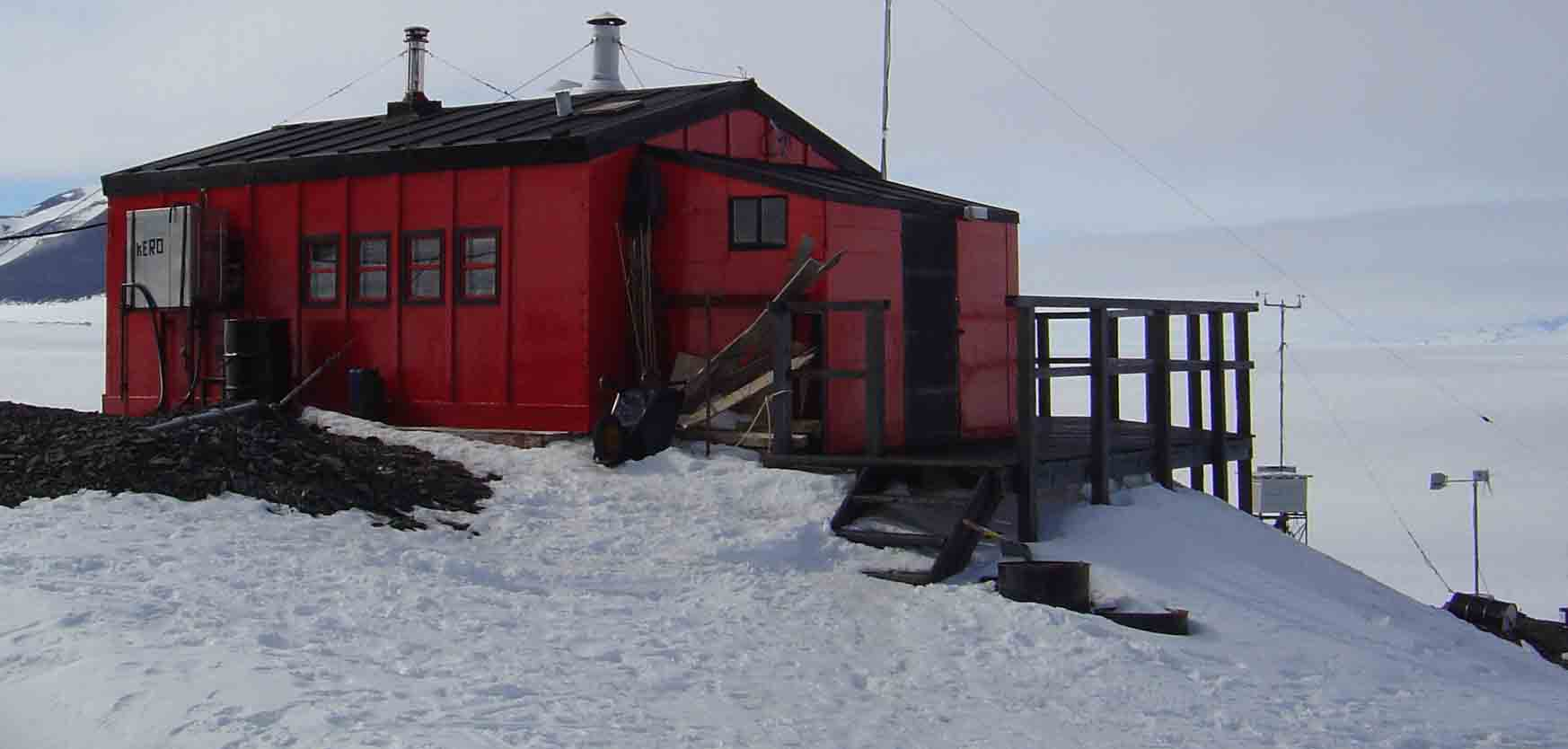
Cabaña de la base británica Fossil Bluff en 2003.

- Argentina: isla Alejandro I
- Chile: isla Alejandro I
- Reino Unido: Alexander Island

## Fauna
La isla Alejandro I, ubicada en la Península Antártica, es una masa terrestre remota y en su mayoría cubierta por hielo, con un clima polar severo. A pesar de las extremas condiciones ambientales, la isla y sus aguas circundantes albergan una variedad de especies resilientes, adaptadas para sobrevivir en uno de los entornos más extremos del planeta. La fauna de la isla Alejandro I incluye tanto especies terrestres como marinas, muchas de las cuales dependen del mar para alimentarse, reproducirse y sobrevivir.
En tierra, la fauna es relativamente escasa debido a las duras condiciones, pero varias especies de aves, principalmente aves marinas, están presentes. Una de las más notables es el Skúa polar sur (Stercorarius maccormicki), que anida en la región. Estas aves agresivas son carroñeras y a menudo se les ve cazando huevos o aves jóvenes de otras especies. El Pingüino emperador (Aptenodytes forsteri), el más grande de las especies de pingüinos, es conocido por habitar las áreas costeras de la isla Alejandro I. Estos pingüinos son notables por su capacidad para sobrevivir en temperaturas gélidas y vientos fuertes. Sin embargo, son menos comunes que en el continente antártico cercano, ya que sus principales áreas de cría están más al sur.
Otra ave destacada es el petrel antártico (Thalassoica antarctica), que cría en los acantilados a lo largo de la costa de la isla y está bien adaptada al entorno antártico. Además, el skúa pardo (Stercorarius antarcticus) es un visitante frecuente de la isla Alejandro I, forrajeando a lo largo de las costas y alimentándose de huevos, polluelos e incluso carroñando cadáveres de focas.
La fauna mamífera terrestre de la isla es limitada, sin mamíferos terrestres presentes. Sin embargo, los mamíferos marinos juegan un papel importante en el ecosistema de los mares circundantes. Las aguas alrededor de la isla Alejandro I albergan varias especies de focas, como la foca cangrejera (Lobodon carcinophaga) y la foca de Weddell (Leptonychotes weddellii), ambas adaptadas a la vida en las frías aguas. Estas focas son conocidas por sus asombrosas habilidades de buceo y a menudo descansan en los témpanos de hielo que rodean la isla.
En los mares circundantes, el kril antártico (Euphausia superba) es una especie clave en la cadena alimentaria. Sirve como dieta principal para muchas especies marinas, incluidos los ballenas de barbas como la ballena azul (Balaenoptera musculus) y la Ballena jorobada (Megaptera novaeangliae). Estas ballenas migran a las aguas que rodean la isla Alejandro I durante los meses de verano para alimentarse de las abundantes poblaciones de kril. Las aguas circundantes también albergan una variedad de especies de peces, como el pez dientudo antártico (Dissostichus mawsoni), que es un elemento clave en la dieta de depredadores más grandes, incluidas focas y aves.
Las extremas condiciones de la región antártica y el mar circundante hacen de la fauna de la isla Alejandro I un subconjunto único y altamente especializado de la biodiversidad del océano Austral, donde las especies han evolucionado adaptaciones para sobrevivir en uno de los ecosistemas más desafiantes del planeta.